# Salario minimo
Il salario minimo, nel diritto del lavoro, è la più bassa remunerazione o paga oraria, giornaliera o mensile che in taluni stati i datori di lavoro devono per legge corrispondere ai propri lavoratori dipendenti ovvero impiegati e operai.
Anche se le leggi sul salario minimo sono in vigore in molte nazioni, esistono differenti opinioni su vantaggi e svantaggi sulla sua eventuale introduzione. I sostenitori affermano che esso aumenta il tenore di vita dei lavoratori, riduce la povertà, ridurrebbe le disuguaglianze sociali, aumenterebbe il benessere lavorativo e costringerebbe le aziende ad essere più efficienti. Viceversa, gli oppositori lamentano il fatto che esso aumenti la povertà e la disoccupazione (in particolare tra i lavoratori non qualificati o senza esperienza) ed è dannoso per le imprese.
Al 1º luglio 2023, il salario minimo era previsto in 22 Stati membri dell'UE su un totale di 27. Al 2023, in sette Paesi europei il salario minimo era superiore ai 12 euro/ora.

## Storia
Introdotte per la prima volta in Nuova Zelanda (1894), Australia (1896) e Regno Unito (1909), le leggi sul salario minimo sono state poi introdotte in molti altri Paesi del mondo nel corso degli anni (tra cui negli Stati Uniti nel 1938), e sono oggi in vigore in molti Stati: nel 90% degli stati è previsto il salario minimo previsto per legge o dalla contrattazione collettiva. Nell'Unione Europea 22 stati su 27 hanno leggi sul salario minimo, mentre i restanti cinque paesi (Austria, Danimarca, Finlandia, Italia e Svezia) demandano l'individuazione della paga-base alla contrattazione collettiva dei vari settori.

## Aspetti economici

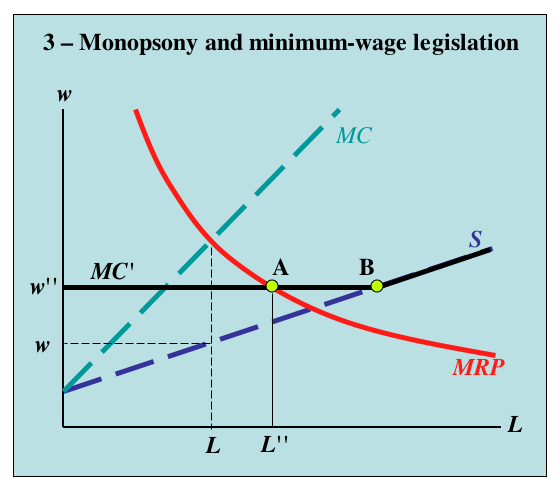
La moderna teoria economica ritiene che fissare un salario minimo troppo alto può aumentare la disoccupazione poiché il prezzo del lavoro è superiore alla domanda; tuttavia un salario minimo ragionevole migliora la crescita economica perché i lavoratori con poco potere contrattuale e il mercato del lavoro sono persistentemente monopsonistici. Quando i lavoratori più poveri hanno più liquidità da spendere, si stimola più efficacemente la domanda aggregata di beni e servizi

Un primo argomento sostiene che in un libero mercato qualsiasi limitazione introdotta da soggetti esterni (una legge dello Stato) da lato della domanda e/o dell'offerta sia ai prezzi che alle quantità (quote) di vendita e produzione, porta a un'area di mancato incontro tra domanda e offerta, quindi un equilibrio peggiore del mercato libero.
L'introduzione di un salario minimo limita il funzionamento del mercato del lavoro, creando un divario tra lavoratori disponibili e richiesti, vale a dire disoccupazione. Argomento in senso opposto è la constatazione pratica che nessun mercato del lavoro libero e totalmente deregolamentato ha mai raggiunto l'obiettivo teorico della piena occupazione.
Il ragionamento di un mercato libero ed efficiente vale in ipotesi non realistiche né verosimili di razionalità perfetta, perfetta simmetria informativa, non-sazietà delle preferenze.
L'assenza di un salario minimo e paghe troppo basse scoraggiano i lavoratori a partecipare alla forza lavoro. Nel mercato reale, esistono delle soglie critiche, quantità massime di lavoro o prezzi minimi al di sotto dei quali l'offerta si nega all'incontro con la domanda, ad eccezione di una fascia di lavoratori più indigente e meno abbiente, molto ridotta in un Paese industrializzato, che è perfettamente anelastica rispetto alla quantità e al prezzo.

### Redistribuzione del reddito disponibile e domanda interna
In condizioni di razionalità anche perfetta, rimosso il solo assioma di non-saturabilità delle preferenze, la domanda interna è una variabile non-indipendente dall'indice di concentrazione del PIL, e da un salario minimo più alto che lo influenza direttamente: a parità di PIL, è prevedibile una maggiore propensione al risparmio in chi già detiene una ricchezza che eccede ogni livello desiderabile di consumi ed era già impiegata in risparmi e investimenti, mentre è più probabile una complementare e maggiore propensione al consumo nel cittadino con reddito medio che ha fatto ricorso ai debiti (risparmio negativo) per una soddisfazione parziale delle sue preferenze di consumo.
La questione cambia radicalmente se non si considera la domanda interna un dato invariabile, e si valuta che un salario medio più alto (cioè una ricchezza più distribuita) genera maggiori consumi e domanda interna, di una ricchezza concentrata nelle mani di pochi attori economici. L'aumento dei posti di lavoro indotto dallo stimolo ai consumi e della domanda interna tramite retribuzioni più alte e concentrate nel segmento di reddito meno abbiente, con bisogni primari ancora da soddisfare, più che proporzionalmente compensano i posti persi per il salario minimo.

### Sussidi e disoccupazione a causa del salario minimo
La perdita di posti di lavoro diventa un motivo di minor preoccupazione per il singolo lavoratore, quando insieme al salario minimo si istituisce un sussidio di disoccupazione che funziona come ammortizzatore sociale.
L'onere a carico dei datori viene attenuato da una politica fiscale redistributiva, che, sempre nell'ambito costo del lavoro, tassa progressivamente i redditi di lavoro più alti per finanziare minori tasse e contributi a chi percepisce salari minimi.
Se poi si istituisce il solo sussidio, senza salario minimo, gli effetti di deviazione dall'equilibrio stabile e migliore possibile del mercato libero, non sussistono: se invece di intervenire dal lato della offerta con l'imposizione di un salario minimo per legge, si interviene dal lato della domanda di lavoro istituendo un sussidio di disoccupazione, che avrebbe effetti similari, portando i lavoratori a rifiutare le offerte di lavoro pagate meno del sussidio stesso.
Inoltre, sarebbe uno stimolo ai consumi e alla domanda interna in quanto i lavoratori difficilmente accetterebbero un impiego con una paga di poco superiore al salario minimo garantito ai disoccupati, obbligando le imprese ad elevare il livello medio delle retribuzioni.
Il salario minimo emersione sarebbe un incentivo al lavoro nero e al reato di caporalato. Tuttavia, lasciando aree grigie prive di questa tutela, la regolarizzazione potrebbe avvenire con contratti a progetto o simili che non fanno riferimento ad alcun contratto nazionale, con relativa paga base, e dunque lasciano completamente libera la determinazione della paga oraria, e potenzialmente uguale a quella del precedente lavoro sommerso.

### Entità del salario minimo
Un'altra corrente sostiene che l'offerta di lavoro resterebbe comunque positivamente elastica rispetto a un aumento medio dei prezzi per ora lavorata, se:
- il salario minimo orario è fissato ad un livello inferiore al costo e alla redditività medie dell'ora lavorata per le imprese;
- i costi variabili non evitabili e i costi fissi di mancato utilizzo di risorse e impianti sono elevati.

In Germania il salario è differenziato per regione settore in base alla produttività del lavoro. In Francia il salario ai livelli minimi è integrato da una forte decontribuzione a favore dei datori in modo da riportare il costo del lavoro netto nella media precedente la riforma.
Per essere sostenibile da Stato e imprese, il salario minimo legale (reale, corretto del potere di acquisto del Paese) dovrebbe essere proporzionato alla produttività del lavoro (misurata in PIL /ora lavorata pro-capite). L'Italia ha un PIL/ora di 50,1 dollari, simile ad Australia (53,30 dollari pp/h), Spagna (50,60) e Canada (49,10), che in euro si traduce con un livello di salario minimo fra i 6 e i 7 euro l'ora.
Il salario minimo si mostra chiaramente come un fattore di redistribuzione dei guadagni di produttività, legati al fattore lavoro o agli investimenti di capitale in una migliore progettazione di tecnologia e organizzazione di impresa.
In particolare, alcuni critici, non appartenenti ai gruppi sociali sui quali si esprimono, sostengono che i gruppi sociali più emarginati (minoranze, immigrati, fasce più povere) vengano penalizzati da tale meccanismo: dovendo pagare lo stesso salario, i datori di lavoro preferiscono assumere i lavoratori più esperti e istruiti. Per esempio, Walter E. Williams (professore di economia alla George Mason University) sostiene che il salario minimo sia una delle principali cause della disoccupazione degli afroamericani negli Stati Uniti e che sia stato usato durante l'apartheid in Sudafrica per favorire l'assunzione dei bianchi.
Le legislazioni dei Paesi UE e fuori dell'Unione comunque sanciscono il principio per il quale debba esistere una paga oraria minima dei lavoratori, sebbene fissata e delegata con criteri diversi, direttamente dallo Stato o con una periodica contrattazione sindacato-imprenditori. La legge sul salario minimo opera una distinzione per età o per anzianità professionale, ma non per professione o settore merceologico di appartenenza. Dove non c'è un intervento dello Stato, la decisione è delegata alla contrattazione sindacale, ma la legge impone che ogni contratto di lavoro riferisca ad un contratto nazionale, e quindi al salario minimo in esso previsto.
I favorevoli ritengono che la dignità del lavoratore e della persona non possano essere posti in secondo piano rispetto alle esigenze Statali di bilancio e di emersione del sommerso (ovvero delle tasse evase, in questo caso quelle del lavoro nero), e che comunque il salario minimo, se fissato ad un opportuno livello prossimo ai minimi dei prezzi correnti di mercato, non generi certamente di un aggravio per la libera impresa.

### Rivalutazione periodica e inflazione
Le legislazioni sul salario minimo, nei diversi Paesi, prevedono una rivalutazione periodica delle paghe minime, alla luce della produttività, del PIL, dell'Indice dei prezzi al consumo e dell'andamento generale dell'economia. La rivalutazione mantiene il potere di acquisto dei salari nel tempo.
Rispetto alla legge sulla Scala mobile, abolita nel 1992 in Italia, le rivalutazioni non sono degli automatismi: la scala mobile prevedeva una formula di calcolo che indicizzava la paga base all'inflazione, e variava di conseguenza. La rivalutazione dei salari minimi segue non una discussione politica, che tiene conto di dati oggettivi.
Sospetta di alimentare l'inflazione dei prezzi al consumo, la rivalutazione è stata riportata al 75% del tasso di inflazione programmata (non quella effettiva, in genere sottostimata), rispetto all'anno precedente.

### Dati statistici
Analizzando le correlazioni esistenti tra i dati sul salario minimo mensile scaricabili da Eurostat qui : https://ec.europa.eu/eurostat/databrowser/view/earn_mw_cur/settings_1/table?lang=en e i dati sugli indicatori economici della Banca Mondiale, tra cui Reddito netto annuo, PIL procapite, Percentuale Part-time, Lavoro nei servizi ecc. scaricabili da qui : https://databank.worldbank.org/source/world-development-indicators# , si nota che ne esistono di fortissime per cui al crescere del salario minimo crescono Reddito netto annuo, PIL procapite, Percentuale Part-time, Lavoro nei servizi ecc . In particolare l'Indice di correlazione di Pearson tra il salario minimo e il reddito netto procapite risulta pari al 91,15% , tra il salario minimo e il PIL procapite risulta pari all'89,5% , tra il salario minimo e le percentuali di part-time femminile, totale e maschile risultano pari rispettivamente al 77,09% , 74,33% , 68,95% , tra il salario minimo e la percentuale di lavoro nei servizi risulta pari al 78,21%.

## Il salario minimo nel Mondo

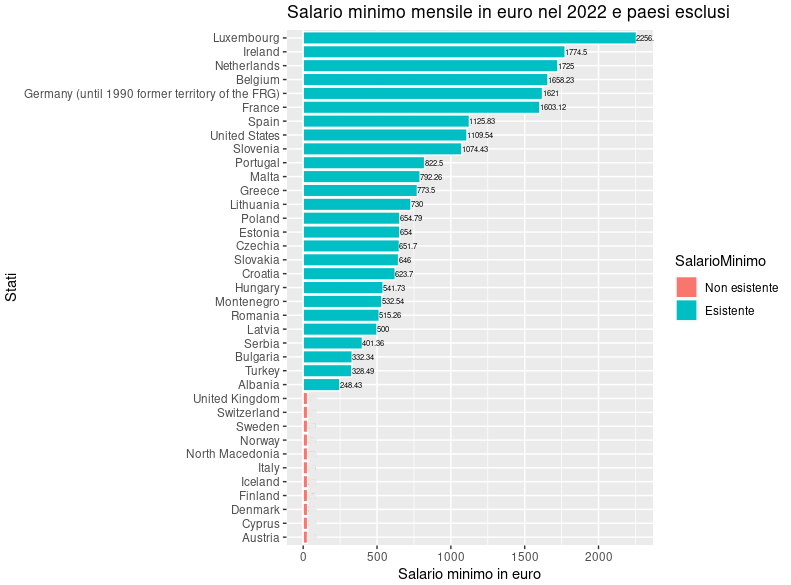
Fonte:[https://ec.europa.eu/eurostat/databrowser/view/earn_mw_cur/settings_1/table?lang=en Eurostat

Salario minimo in alcuni paesi sviluppati (2013) in dollari USA

### Unione Europea
Non esiste una legislazione uniforme in materia di salario minimo all'interno dell'Unione europea.
22 dei 27 stati comunitari adotta un salario minimo, mentre i 5 Stati restanti (Svezia, Finlandia, Danimarca, Austria e Italia) non adottano un salario minimo previsto per legge.
In varie costituzioni, fra le quali in quella italiana, è sancito il diritto ad un'equa retribuzione proporzionata alla quantità e qualità del lavoro svolto.
La Direttiva Bolkestein sulla liberalizzazione dei mercati europei è stata emendata nel 2006, sottraendo al principio dell'Home country control diversi aspetti, fra i quali il salario minimo. Il lavoratore straniero ha diritto al salario minimo previsto dalle leggi del Paese nel quale lavora, in modo indipendente dal proprio Paese di origine e da quello dove ha sede legale il datore di lavoro.
La Direttiva 96/71/CE regolamenta le tutele dei lavoratori distaccati per una prestazione di servizi transnazionali. A questi si applica il trattamento retributivo, ricavabile da leggi e contratti collettivi di lavoro, più favorevole (art. 3.7) fra quello dello Stato di origine, dove ha sede legale il datore di lavoro, e lo Stato membro in cui ha luogo la prestazione lavorativa.
Dello Stato in cui ha luogo la prestazione, tuttavia, si possono applicare solamente i contratti collettivi aventi efficacia erga omnes, sia nell'intero territorio nazionale dello Stato membro ospitante che all'intero settore cui la prestazione è riferibile (in particolare sia pubblico che privato).
La contrattazione decentrata territoriale o aziendale viene esclusa perché per un prestatore di servizi transnazionale avrebbe reso troppo onerosa e complessa la determinazione del salario minimo dei lavoratori, ovvero reso legittime clausole sociali locali e anticoncorrenziali che, per operare nel territorio, avrebbero obbligato i soggetti stranieri a concedere condizioni di lavoro più favorevoli di quelle cui sono tenute le imprese nazionali.
La direttiva 2041/2022 fissa il salario minimo al 50% del salario mediano.

### Situazioni nazionali
Al 2016, sono 23 su 28 i paesi dell'Unione Europea che lo hanno adottato o lo adotteranno, di importo molto variabile anche in relazione al costo della vita locale.
L'Eurostat rileva i salari medi mensili ogni sei mesi. Al 2022 la situazione del salario minimo mensile nominale nel continente europeo (paesi UE, AELS e altri monitorati dall'Eurostat stesso, per un totale di 26 paesi) è la seguente: 
- Paesi con salario sotto i 500€: Turchia, Bulgaria, Macedonia del Nord, Albania.
- Paesi con salario minimo tra i 500€ e i 1000€: 14.
- Paesi con salario minimo sopra i 1000€: 9.

Si è notato un notevole aumento dei salari minimi mensili dal 2016, specialmente nei paesi dell'Europa orientale.
In Austria, Danimarca, Finlandia, Italia e Svezia non esiste, invece, previsione legislativa per un salario minimo: la determinazione dei minimi retributivi viene affidata alla competenza negoziale di settore.
Il Belgio, invece, si differenzia dagli altri per il suo sistema "sistema duale", in cui la contrattazione di settore si aggiunge alla determinazione statale del salario minimo.
L'ultimo paese europeo ad aver introdotto il salario minimo è stato Cipro (dal 1º gennaio 2023).
Segue l'elenco di tutti i salari minimi mensili, in euro nominali al luglio 2022 (il Regno Unito al 2020, Cipro al 2023):
| Paese | Salario minimo mensile nel 2022 (valuta: euro) | note |
| --- | ---------------------------------------------- | --- |
| Albania | 268,61                                         | |
| Austria | -                                              | affidato alla contrattazione collettiva |
| Belgio | 1842,28                                        | in aggiunta alla contrattazione collettiva |
| Bulgaria | 363,02                                         | |
| Cipro | 1000                                           | |
| Croazia | 622,45                                         | |
| Danimarca | -                                              | affidato alla contrattazione collettiva |
| Estonia | 654                                            | |
| Finlandia | -                                              | affidato alla contrattazione collettiva |
| Francia | 1645,58                                        | |
| Germania | 1744                                           | |
| Grecia | 831,83                                         | |
| Irlanda | 1774,5                                         | |
| Islanda | -                                              | |
| Italia | 868,17 (*)                                     | affidato alla contrattazione collettiva (contratto con paghe minime più basse: CCNL AGRICOLTURA A011 del 2018-2021 [non rinnovato ad aprile 2023] -- Operai e florovivaisti: minimo salariale 11.286,25€ annuali / 13 mensilità = 868,17€ mensili); si tenga presente che vi sono circa 700.000 lavoratori inquadrati con CCNL atipici e altri 4-5 milioni di occupati non coperti dai CCNL nazionali.                              |
| Lettonia | 500                                            | |
| Lituania | 730                                            | |
| Lussemburgo | 2313,38                                        | |
| Macedonia del Nord | 358,97                                         | |
| Malta | 792,26                                         | |
| Montenegro | 532,54                                         | |
| Norvegia | -                                              | non applicabile |
| Paesi Bassi | 1756,2                                         | |
| Polonia | 641,74                                         | |
| Portogallo | 822,5                                          | |
| Regno Unito | 1583,31                                        | |
| Rep. Ceca | 654,84                                         | |
| Romania | 515,53                                         | |
| Serbia | 460,21                                         | Dato del 2023 |
| Slovacchia | 646                                            | |
| Slovenia | 1074,43                                        | |
| Spagna | 1166,67                                        | |
| Svezia | -                                              | affidato alla contrattazione collettiva |
| Svizzera | -                                              | A livello nazionale non esiste un salario minimo legale. Esistono contratti collettivi legalmente vincolanti, che stabiliscono un salario minimo diverso per determinate professioni. Oltre a ciò, alcuni cantoni adottano minimi salariali per altre determinate professioni ( es 23 CHF orari per il canton Ginevra ). Non tutte le professioni però rientrano in una o nell’altra casistica e non hanno quindi un minimo legale. |
| Ungheria | 503,73                                         | |
| Turchia | 373,57                                         | |
| Stati Uniti | 1.155,35                                       | (salario minimo orario: 7,25 $, dato del 2023) |
| fonte: (EN) Monthly minimum wages - bi-annual data, su appsso.eurostat.ec.europa.eu, Eurostat. URL consultato l'11 febbraio 2016 (archiviato dall'url originale il 6 ottobre 2014). |                                                | |

### Italia
In Italia esistono pensioni minime, mentre un livello di salari minimi non è previsto da leggi nazionali, ma dalla contrattazione fra le parti sociali. Non è tuttavia obbligatoria la stipula di contratti collettivi, esistono imprese o tipologie di contratti di lavoro individuali cui non è applicabile nessun contratto collettivo, e quindi nessuna forma di salario minimo.
Al 2023, il 98% della forza-lavoro è coperto dalla contrattazione collettiva confederale.
Il 4 luglio 2023, i partiti d’opposizione al governo Meloni hanno depositato alla Camera una proposta di legge per l’istituzione del salario minimo. Tra i firmatari della proposta, Elly Schlein, segretaria del PD, Giuseppe Conte, presidente del Movimento 5 stelle, Nicola Fratoianni, esponente di Sinistra Italiana, Matteo Richetti del partito Azione. Tutti i gruppi di opposizione parlamentare hanno aderito, a esclusione di Italia Viva di Matteo Renzi. Nel testo viene proposta una retribuzione minima oraria di 9 euro e un trattamento economico complessivo in linea con i contratti colletti stipulati dalle principali sigle sindacali. Ciò che impedisce una equa retribuzione in Italia - secondo i sostenitori della proposta di legge - sarebbe il dilagare di contratti collettivi pirata: Schlein sostiene infatti che in dieci anni i contratti collettivi nazionali si sono moltiplicati e dei 421 contratti solo 25 sono sottoscritti da Cgil, Cisl e Uil. Tra le altre cause vi sarebbero inoltre il dilagare di forme di lavoro atipico e il ricorso alle esternalizzazioni.
Un'altra proposta di legge, depositata al Senato il 28 novembre 2023 con oltre 70.000 firme, è stata effettuata da Unione Popolare, lista composta tra gli altri da Rifondazione Comunista, Potere al Popolo e DemA. Essa indica un salario minimo di 10 euro lordi l'ora prevedendo però, al contrario della proposta dell'opposizione parlamentare, l'adeguamento annuale automatico all'inflazione. Tra i firmatari della proposta vi sono, oltre alle componenti di Unione Popolare, anche il Partito Comunista Italiano, Sinistra Anticapitalista, la Confederazione Unitaria di Base, l'Unione Sindacale di Base, il Sindacato Generale di Base e l'area Radici del Sindacato della CGIL.
La maggioranza di governo è contraria, in linea generale, all’introduzione di una soglia minima salariale per legge. Secondo la premier Giorgia Meloni, l’introduzione del salario minimo non rappresenta la soluzione migliore alle problematiche retributive. C’è il timore, sostiene la Meloni, che possa trasformarsi in un parametro sostitutivo e non aggiuntivo, finendo per peggiorare le condizioni di molti lavoratori.

#### Rimborso spese minimo per il tirocinio
I tirocini, non configurandosi come rapporti di lavoro, non fanno riferimento ad alcun contratto nazionale di lavoro, di conseguenza queste tipologie contrattuali non prevederebbero alcuna retribuzione minima.
Tuttavia, nel 2012, a seguito delle pressioni dell'Unione Europea sull'Italia per adeguare l'Italia agli Stati membri della UE, la Riforma Fornero ha introdotto l'obbligo di corresponsione di un rimborso spese forfettario per i tirocini extra-curriculari (cioè non correlati a scuole e università), demandando alle Regioni la definizione di un valore minimo a tale somma; l'importo oscilla tra i 300 euro (lordi) previsti in Veneto e gli 800 della Regione Lazio, per il caso di tempo pieno.
Non configurandosi come rapporto di lavoro, non si applicano ai tirocinanti alcuni diritti previsti per i lavoratori, quali ferie, malattie e altri permessi retribuiti, mensilità aggiuntive previste, nonché TFR. Gli importi, non figurando come retribuzione, ma come rimborso spese forfettario, non sono soggetti a contribuzione previdenziale, sebbene siano soggetti alla normale fiscalità. Di conseguenza, non spetta al tirocinante alcun tipo di indennità di disoccupazione al termine del periodo di tirocinio, essendo ciò legato al versamento di contributi previdenziali nei periodi antecedenti.
Il tirocinante (anche nel caso di tirocinio curriculare) è tuttavia equiparato ad un lavoratore dipendente ai fini dei diritti e dei doveri connessi alla sicurezza sul luogo di lavoro e della sorveglianza sanitaria.

#### Jobs Act
Previsto originariamente nel Jobs Act, il salario minimo è rimasto escluso dai decreti attuativi. L'articolo 1, comma 7, lettera g) della legge delega n. 183/2014Legge 10 dicembre 2014, n. 183, articolo 1, in materia di "Deleghe al Governo in materia di riforma degli ammortizzatori sociali, dei servizi per il lavoro e delle politiche attive, nonché in materia di riordino della disciplina dei rapporti di lavoro e dell'attività ispettiva e di tutela e conciliazione delle esigenze di cura, di vita e di lavoro.", infatti, ha previsto l'introduzione di un "compenso orario minimo" che andrebbe a coprire soltanto i settori non coperti da contrattazione collettiva. L'Italia prevede quindi un sistema duale, sul modello del Belgio (caso unico in Europa, che ha la coesistenza di contratti collettivi nazionali di settore vincolanti, e di un salario minimo legale che non è derogabile dai contratti e tutela quanti non sono coperti da un contratto nazionale di riferimento.
Tuttavia, la norma non prevede che il salario minimo legale non possa e non debba essere usato in modo alternativo o concorrente al salario minimo contrattuale, derogabile in peius, né che in caso di dubbi interpretativi il CCNL nazionale resti il riferimento primo e prevalente rispetto alla legge sul salario minimo. La legge non vieta di applicare il salario per legge quando questo risulti inferiore a quello (meno favorevole) tra i CCNL di lavoro applicabili (e non sottoscritti) per il tipo di attività svolta dal datore: il datore ha facoltà di lasciare la propria organizzazione datoriale di rappresentanza, ovvero di smettere di applicare i contratti collettivi, in particolare nazionali.
In caso di mancato rinnovo del CCNL nazionale, vige l'ultrattività dell'intero contratto (prevista e sottoscritta dalle parti nei CCNL), a "tempo indeterminato" fino al successivo eventuale (e probabile) rinnovo, sia per la parte normativa che per quella retributiva-obbligatoria. In caso di recesso unilaterale dei datori, la vigenza della parte retributiva necessiterebbe di un chiarimento in merito da parte della giurisprudenza. La norma non conferma quindi la consolidata e pluriennale giurisprudenza che deriva dall'art. 36 della Costituzione il riferimento al CCNL nazionale per la quantificazione dei minimi retributivi, cui fanno riferimento i giudici del lavoro.
Se il salario minimo è una protezione economica per quanti sono sprovvisti di un contratto di lavoro applicabile, i minimi tabellari previsti dai contratti collettivi sono generalmente più alti delle norme europee sul salario minimo, col rischio di un livellamento delle retribuzioni medie verso il basso. Ciò sarebbe in contrasto con l'art. 36 della Costituzione italiana, che afferma che Il lavoratore ha diritto ad una retribuzione proporzionata alla quantità e qualità del suo lavoro e in ogni caso sufficiente ad assicurare a sé e alla famiglia un’esistenza libera e dignitosa.
Essendo il salario universale imposto per legge e una consolidata prassi dell'Unione Europea - anche se non ancora resa cogente da direttive in merito -, mentre i contratti collettivi di categoria non sono altrettanto diffusi in Europa e non sono convertiti in legge ordinaria in Italia, si teme che i giudici del lavoro abbandonino la prassi decennale (non consolidata da alcuna legge) di applicare i minimi tabellari dei contratti collettivi, in favore del salario minimo che assume maggiore rilevanza per la sua portata universale e per il rango di legge ordinaria.
Ciò può essere evitato se la legge impone ad ogni impresa di adottare un contratto collettivo e l'obbligo di contrarlo con le organizzazioni sindacali, lasciando fuori dai CCNL soltanto le tipologie di contratto di lavoro individuale non dipendente che per loro natura non sono riferibili a un CCNL (co.coc.co, co.co. pro, associazione in partecipazione ecc), e che non hanno alcuna tutela legale in termini di salario minimo.
In Italia, non c'è un'individuazione del salario minimo, né da parte di una legge dedicata, né di una norma che deleghi questo compito alla contrattazione collettiva, dandone efficacia per tutti i lavoratori (la cosiddetta efficacia erga omnes della contrattazione collettiva, pur prevista dalla Costituzione italiana, non ha mai ricevuto attuazione legislativa nell'ordinamento dell'Italia repubblicana per il mancato realizzarsi di una volontà politica). Più in generale, in Italia non esiste una forma di protezione sociale "non a termine" per le fasce sociali che vivono al di sotto della soglia di povertà. Dopo un certo periodo di copertura tramite gli ammortizzatori sociali, queste persone e famiglie non hanno nessun sostegno. Una delle poche eccezioni è il reddito di cittadinanza, introdotto dal 2019 su tutto il territorio nazionale.
In assenza di una legge sul salario minimo o sulla scala mobile, periodicamente rivalutate, la normale contrattazione collettiva fra sindacato e imprenditori sul livello di paga base assume un'importanza maggiore e dei margini di manovra più alti, costituendo una sorta di modello alternativo.
Le richieste di aumenti retributivi sono la più frequente causa di scioperi, e un importante fattore nel tasso di sindacalizzazione. Come nelle altre associazioni, il numero delle quote di iscrizione rappresenta una delle principali entrate economiche e fonti di potere contrattuale del sindacato.
La norma tutela in questo modo la libertà di associazione sindacale dei lavoratori e l'autonomia dei sindacati che possono non sottoscrivere l'accordo, senza il prevalere di un principio di maggioranza e della volontà di quelli più rappresentativi. Una giurisprudenza consolidata ritiene però che i minimi tabellari debbano applicarsi comunque a tutti i lavoratori di categoria, iscritti o meno al sindacato.
La concertazione fissa fino ad oggi le regole del salario minimo, in virtù di questo orientamento giuslavoristico, ma manca un riconoscimento di questa prassi da parte di una legge ordinaria.
Tuttavia, in Italia un contratto collettivo di lavoro (nazionale o locale) da applicare nei contratti di lavoro individuali:
- non è obbligatorio: l'imprenditore può non applicare nessun CCNL ovvero un contratto aziendale creato ad hoc al limite per una singola unità produttiva senza riferimenti a contratti collettivi ("caso Pomigliano", relativo alle vicende dello Stabilimento FIAT di Pomigliano d'Arco);
- non è necessario il consenso del sindacato, e quindi può essere una scelta unilaterale dell'impresa;
- la scelta non è univoca perché gli ambiti di applicazione dei contratti collettivi talora si sovrappongono e il datore può scegliere lo strumento contrattuale ritenuto più conveniente o più adatto;
- due unità produttive della stessa impresa possono avere contratti collettivi diversi.

In questo modo, una parte di lavoratori dipendenti non può non essere tutelata da un contratto collettivo e restare priva di salario minimo. Ciò nonostante, il 13 per cento dei lavoratori italiani percepisce salari al di sotto dei minimi contrattuali: si tratta di un "record negativo", che l'Italia "si aggiudica con molte lunghezze di vantaggio".

#### Nel 2023
Nell'aprile 2023 una sentenza del Tribunale di Milano ha per la prima volta stabilito un salario minimo non in base a un Contratto Collettivo Nazionale di Lavoro, ma in diretta applicazione dell'art. 36 della Costituzione, decidendo che una paga di 3.96 euro/ora lo violava in quanto collocava la retribuzione al di sotto della soglia di povertà, stimata dall'ISTAT in 840 euro mensili.

### Germania
In Germania, fino al 31 dicembre 2014, non era prevista alcuna misura in tal senso, anche se andava coagulandosi un crescente consenso sulla sua introduzione, per lo meno limitata ad alcuni settori. Storicamente la Germania ha avuto una scarsa diffusione dei contratti collettivi nazionali, a favore della contrattazione aziendale decentrata: se da un lato i contratti collettivi nazionali possono rappresentare un ostacolo all'approvazione di un salario minimo per legge, in Germania si presentava il problema opposto di imporre una regola comune a livello nazionale su una materia così importante. Questo consenso diffuso si è trasformato in norma legislativa nel 2014, quando il parlamento tedesco, con amplissima maggioranza (535 voti favorevoli su 601) nell'ambito dell'attuazione degli accordi politici di Große Koalition, ha votato l'introduzione del salario minimo, a partire dal 2015, con la misura iniziale di 8,50 euro all'ora. Il salario minimo era previsto dal programma elettorale del Partito Socialdemocratico, come condizione necessaria per il sostegno al Governo Merkel.
Per quanto riguarda gli effetti economici dell'introduzione della norma sul reddito minimo in Germania nel mese di gennaio 2015, i recenti sviluppi hanno dimostrato che l'aumento temuto della disoccupazione non si è materializzato; tuttavia, in alcuni settori e regioni del paese economiche, si è riscontrata una diminuzione delle opportunità e dei posti di lavoro dei lavoratori temporanei e part-time, mentre alcuni lavori a basso salario sono scomparsi del tutto. A causa di questo sviluppo complessivamente positivo, la Deutsche Bundesbank ha rivisto la sua opinione negativa iniziale, accertato che "l'impatto dell'introduzione del salario minimo sul volume totale del lavoro sembra essere molto limitato nel presente ciclo economico".

### Francia
In Francia l'introduzione del salario minimo (Salaire minimum interprofessionnel de croissance, meglio noto come SMIC) è avvenuta con legge parlamentare nel 1950.
La legislazione francese, frutto di varie modifiche nel corso degli anni, prevede che lo SMIC sia ricalcolato ogni anno secondo un meccanismo basato sul potere d'acquisto e altri fattori. Dal 1º maggio 2023 lo SMIC è di 11,52 euro lordi all'ora; ovvero per un lavoro a tempo pieno (35 ore alla settimana), 1.747,20 euro lordi mensili, e 1.383,08 euro netti.

### Spagna
Il salario minimo è espresso in termini di unità monetarie per ora, può essere aumentato dalla contrattazione fra imprenditori e associazioni di categoria per settore di appartenenza, e il lavoratore può essere pagato al di sotto se si tratta di particolari contratti di formazione. Ammontare condizioni relative al salario minimo sono disciplinate nello Statuto dei Lavoratori spagnolo, del 1970 e sono:
- 2004: 15,35 €/giorno, 537,3 €/mese (con 12 mensilità) / 460,5 €/mese (con 14 mensilità) ovvero 6.447 €/anno
- 2005: 17,10 €/giorno, 598,9 €/mese (con 12 mensilità) / 513 €/mese (con 14 mensilità) ovvero 7.182 €/anno
- 2006: 18,03 €/giorno, 631,1 €/mese (con 12 mensilità) / 540,9 €/mese (con 14 mensilità) ovvero 7.572,6 €/anno
- 2007: 19,02 €/giorno, 665,7 €/mese (con 12 mensilità) / 570,6 €/mese  (con 14 mensilità) ovvero 7.988,4 €/anno
- 2019: 30,00 €/giorno, 1.050 €/mese (con 12 mensilità) / 900 €/mese (con 14 mensilità) ovvero 12.600 €/anno
- 2023: 36,00 €/giorno, 1.260 €/mese (con 12 mensilità) / 1.080 €/mese (con 14 mensilità) ovvero 15.120 €/anno

È rivalutato ogni anno in base al valore dell'indice dei prezzi al consumo, della produttività nazionale e della situazione economica generale. Può essere rivisto semestralmente se l'inflazione reale è al di sopra dei valori previsti.

### Grecia
Al 2024 il salario minimo greco ammonta a 830 euro, dopo cinque rialzi consecutivi a causa dell'iperinflazione.

### Brasile
In Brasile, il salario minimo fu introdotto dal presidente Getúlio Vargas con decreto legge nº 2162 del 1º maggio 1940. La nuova Costituzione del Brasile, del 1988, (Capitolo II dei Diritti Sociali, art.6) stabilisce il diritto di ogni lavoratore ad un salario minimo in grado di provvedere ai fabbisogni propri e della famiglia in termini di educazione, salute, sussistenza alimentare, trasporti, previdenza sociale, vestiario e igiene personale.
Al 1º gennaio 2016 il salario minimo mensile è di R$ 880,00 per lavoro ordinario a 40 ore per settimana.

### Svizzera
Il 15 giugno 2015, il Canton Ticino ha votato un referendum per inserire in Costituzione un salario minimo legale di 3.400 euro al mese. Il referendum è passato col voto favorevole del 54.7% di quanti si sono recati alle urne. La norma si applica anche ai lavoratori transfrontalieri, e prevede una differenza di salario per mansione e settore economico, mentre non si applica a quel 40% di lavoratori che già sono tutelati da un contratto collettivo.
Il 1º gennaio 2021 in Canton Ticino è entrato in vigore il salario minimo legale di 19 CHF l'ora, mentre il 27 settembre 2020 nel Cantone di Ginevra è entrato in vigore il salario orario minimo di 23 CHF l'ora.

### Australia
In Australia, il 14 dicembre 2005, è stata istituita una commissione permanente con l'incarico di adeguare il salario minimo federale, che attualmente ammonta a 13, 47 dollari australiani per un'ora di lavoro, oppure a 569,90 dollari australiani per una settimana.

### Stati Uniti e Regno Unito
Negli Stati Uniti, il salario minimo ammonta a 7,25 dollari americani per un'ora di lavoro, con variazioni possibili da parte di singoli Stati dell'Unione, mentre nel Regno Unito la paga è di 8,72 sterline per i lavoratori che hanno compiuto i 25 anni di età.
Il National Minimum Wage Act è stato uno dei temi ricorrenti del partito laburista inglese durante la campagna elettorale del 1997, ed è diventato legge il primo aprile del 1999.
Prima di questa data non esisteva alcun salario minimo nazionale sebbene esistesse una varietà di sistemi di controllo dei salari, solitamente focalizzata su specifici settori industriali. Una delle ragioni per la presa di posizione del partito laburista è stato il declino del potere contrattuale e del numero di iscritti alle organizzazioni sindacali negli ultimi decenni, oltre a dover garantire e diritti tutele minime nei settori, specialmente dei servizi, dove è molto più bassa la sindacalizzazione dei lavoratori.
Al primo ottobre 2007 risultavano in vigore i seguenti salari minimi:
- 5,52 sterline per i lavoratori che hanno più di 22 anni;
- 4,60 sterline per un'ora di lavoro, per chi ha fra i 18 e 21 anni di età;
- 3,40 sterline per i minori di 18 anni che non hanno terminato la scuola dell'obbligo;
- Nessun salario minimo per quanti non hanno ancora terminato la scuola dell'obbligo (che finisce tra i 15 e i 16 anni).

I salari minimi sono stati emendati nell'ottobre 2016 come segue:
- 7,50 sterline per i lavoratori che hanno più di 25 anni;
- 7,05 sterline per i lavoratori che hanno più di 21 anni;
- 5,60 sterline per un'ora di lavoro, per chi ha fra i 18 e 20 anni di età;
- 4,05 sterline per i giovani di 16-17 anni.
- 3,50 sterline è il salario orario minimo introdotto per gli apprendistati. Si applica agli apprendisti under 19 e per il primo anno di apprendistato per gli over 19.

Il salario minimo è applicato anche a dipendenti delle agenzie di lavoro interinali, e a quanti praticano il telelavoro. Ne sono esclusi i volontari e i detenuti nelle carceri.

### Romania
Dal 2011 esiste l'obbligo di accordi tra le parti per un salario minimo per il personale qualificato con titolo di studio universitario, che equivale a due salari minimi medi nazionali.

#### Evoluzione negli anni
Salario minimo lordo (si applicano le imposte sul valore):
| Effettivo dal     | Valore in Leu romeno | Valore in Euro | Studi superiori  | Legge          | Note |
| ----------------- | -------------------- | -------------- | ---------------- | -------------- | --- |
| 1º gennaio 2020   | 2.280 RON            | 477 €          |                  | HG 935/2019    | |
| 1º gennaio 2019   | 2.080 RON            | 452 €          | 2.380 RON        |                | per 167,333 ore/mese |
| 1º gennaio 2018   | 1.900 RON            | 422 €          |                  |                | per 166,666 ore/mese |
| 1º febbraio 2017  | 1.450 RON            | 320 €          |                  | H.G. 1/2017    | [ 45 ] |
| 1º maggio 2016    | 1.250 RON            | 277 €          |                  | H.G. 1017/2015 | [ 46 ] |
| 1º luglio 2015    | 1.050 RON            | 236 €          |                  | HG 1091/2014   | |
| 1º gennaio 2015   | 975 RON              | 216 €          |                  | HG 1091/2014   | Nel 2015 la Romania aveva il salario minimo più basso dell'Unione Europea, dopo la Bulgaria. Circa 2,4 milioni di salariati avevano il salario minimo, 40% della forza lavoro totale. Di questi 1,6 milioni avevano norme integrative, di cui 0,7 milioni a norme parziali. |
| 1º luglio 2014    | 900 RON              | 205 €          |                  | HG 871/2013    | |
| 1º gennaio 2014   | 850 RON              | 189 €          |                  | HG 871/2013    | Nel 2014 un milioni di lavoratori a salario minimo (20% del totale). |
| 1º luglio 2013    | 800 RON              | 179 €          |                  | HG 23/2013     | Nel dicembre 2013, la Romania aveva il secondo più basso salario della UE, dopo la Bulgaria. |
| 1º febbraio 2013  | 750 RON              | 171 €          |                  | HG 23/2013     | |
| 1º gennaio 2012   | 700 RON              | 155 €          |                  | HG 1225/2011   | [ 54 ] |
| 1º gennaio 2011   | 670 RON              | 159 €          |                  | HG 1193/2010   | Nell'agosto 2011, più di 90.000 salariati avevano il salario minimo. |
| 1º gennaio 2009   | 600 RON              | 142 €          | 1.200 RON (298€) | [ 56 ]         | |
| 1º ottobre 2008   | 540 RON              | 142 €          |                  | [ 57 ]         | |
| 1º gennaio 2008   | 500 RON              | 140 €          |                  | [ 58 ]         | |
| 1º gennaio 2007   | 390 RON              | 114 €          |                  | [ 59 ]         | |
| 1º gennaio 2006   | 330 RON              | 90 €           |                  | [ 59 ] [ 60 ]  | |
| 1º gennaio 2005   | 310 RON              | 85 €           |                  | [ 60 ]         | |
| 1º gennaio 2004   | 2.800.000 ROL        | 70 €           |                  | [ 61 ]         | |
| 1º gennaio 2003   | 2.500.000 ROL        | 65 €           |                  | [ 61 ]         | |
| 1º gennaio 2002   | 1.750.000 ROL        | 55 €           |                  | [ 61 ]         | |
| 1º gennaio 2001   | 1.400.000 ROL        | 55 €           |                  | [ 61 ]         | |
| 1º dicembre 2000  | 1.000.000 ROL        | 45 €           |                  |                | |
| 1º febbraio 2000  | 700.000 ROL          | 39 €           |                  |                | |
| 1º maggio 1999    | 450.000 ROL          | 28 €           |                  |                | |
| 1º aprile 1998    | 350.000 ROL          | 38 €           |                  |                | |
| 1º ottobre 1997   | 250.000 ROL          |                |                  |                | |
| 1º agosto 1997    | 225.000 ROL          |                |                  |                | |
| 1º febbraio 1997  | 150.000 ROL          |                |                  |                | |
| 1º agosto 1996    | 97.000 ROL           |                |                  |                | |
| 1º aprile 1995    | 75.000 ROL           |                |                  |                | |
| 1º luglio 1994    | 65.000 ROL           |                |                  |                | |
| 15 marzo 1994     | 60.000 ROL           |                |                  |                | |
| 1º dicembre 1993  | 45.000 ROL           |                |                  |                | |
| 1º ottobre 1993   | 40.200 ROL           |                |                  |                | |
| 1º maggio 1993    | 30.000 ROL           |                |                  |                | |
| 1º marzo 1993     | 17.600 ROL           |                |                  |                | |
| 1º gennaio 1993   | 16.600 ROL           |                |                  |                | |
| 1º novembre 1992  | 15.215 ROL           |                |                  |                | |
| 1º settembre 1992 | 12.920 ROL           |                |                  |                | |
| 1º maggio 1992    | 11.200 ROL           |                |                  |                | |
| 1º marzo 1992     | 9.150 ROL            |                |                  |                | |
| 1º gennaio 1992   | 8.500 ROL            |                |                  |                | |
| 1º novembre 1991  | 7.000 ROL            |                |                  |                | |
| 1º settembre 1991 | 6.775 ROL            |                |                  |                | |
| 1º maggio 1991    | 5.975 ROL            |                |                  |                | |
| 1º aprile 1991    | 4.675 ROL            |                |                  |                | |
| 1º marzo 1991     | 3.150 ROL            |                |                  |                | |

### Slovacchia
Nel 2018 il livello salariale minimo di legge in Slovacchia crescerà da 435 a 480 euro lordi al mese (+10,34%) ovvero di un minimo orario di circa 2,86 euro. L’aumento dei costi per i datori di lavoro è stimato dal governo in 61,4 milioni di Euro, di cui 42,6 milioni di euro per aumenti salariali, e il resto per la previdenza. Secondo il ministero del Lavoro, circa 30.000 datori di lavoro (13.400 imprese e 16.600 lavoratori autonomi) e quasi 119.000 lavoratori dipendenti verranno coinvolti. 
Dal 1º gennaio 2018 i dipendenti con salario minimo di legge avranno 29 euro netti in più; i datori di lavoro avranno un aumento di costo per ogni lavoratore di 70 euro al mese.

### Polonia
Il salario minimo per l'anno 2018 è 2.100 złoty lordi (ca. 500 Euro); un’ora di lavoro dovrà essere retribuita con un minimo di 13,7 złoty lordi (ca. 3,3 Euro). Precedentemente il lordo mensile era di 2.080 złoty e 13,5 złoty quello orario.
Circa 1,4 milioni di lavoratori beneficeranno dell’aumento del salario minimo, mentre circa 1,9 milioni di aziende dovranno aumentare i costi di lavoro. Il salario minimo è valido anche per sacerdoti e detenuti. Il Ministero ha calcolato che le entrate del bilancio statale 2018 saranno inferiori di 164 milioni di złoty.

### Russia
Il governo della Federazione Russa ha proposto di aumentare il salario minimo dal primo gennaio 2019 portandolo a 11.280 rubli (143,86 euro - 2018). Per salario minimo, in Russia si intende il reddito minimo dei cittadini prima della detrazione delle imposte sul reddito personale, e dei versamenti sociali su di esso calcolati. Dal 1º maggio 2018, il salario di sussistenza della persona abile è stato equiparato al salario minimo ovvero 11.163 rubli (142,37 euro - 2018).